# Подразумеваемые права
Подразумева́емые права́ (имплицитные права) — судебная теория в канадском правоведении, признающая, что в Конституции Канады некоторые основополагающие принципы не выражены явно, а подразумеваются. Она применялась в основном до принятия Канадской хартии прав и свобод, но и сейчас остаётся актуальна при рассмотрении вопросов о парламентском верховенстве и полномочии отмены.

## История
Понятие подразумеваемых прав появилось в рамках канадского федерализма. Когда провинциальный закон начинает сильно затрагивать основные свободы слова, вероисповедания, объединений и собраний, провинциальный законодательный орган начинает затрагивать уголовное законодательство, которое по распределению полномочий в параграфе 91(27) Конституционного акта 1867 закреплено исключительно за Парламентом Канады.
Провинции не могут издавать законы в этой сфере: если такое происходит, такой закон не имеет юридической силы и является недействительным. С тех пор как провинциальные запреты, касающиеся основных свобод слова, вероисповедания, собраний и объединений, были признаны в суде противоречащими конституции, в силу случайности судебных прецедентов законодатели могут говорить о существовании прав, подразумеваемых в Конституции.
Некоторые учёные обращают внимание на преамбулу Конституционного акта 1867, где можно обнаружить скрытые причины существования подразумеваемых прав. Наиболее важна следующая часть преамбулы:
Принимая во внимание, что провинции Канада, Новая Шотландия и Нью-Брансуик выразили желание объединиться в единый Доминион под короной Соединённого королевства Великобритании и Ирландии с Конституцией, в принципах сходной с Конституцией Соединённого королевства […]
Некоторые исследователи придерживаются мнения, что выражение «в принципах сходной» означает, что в Канаде должна быть парламентская система правления, функционирующая под влиянием общественного мнения, свободы печати и свободы слова. Таким образом, закон, который лишает граждан способности свободно дискутировать, собираться или объединяться, будет противоречить демократической парламентской системе правления в Канаде. Это является дополнительным обоснованием существования подразумеваемых прав в Конституции Канады.
Верховный суд пересмотрел теорию подразумеваемых прав в Справке по делу о вознаграждении судей Провинциального суда Острова Принца Эдуарда [1997 3 сборник решений Верховного суда Канады 3] (Справка о провинциальных судьях). Суд определил, что и Хартия, и теория подразумеваемых прав устанавливают, что правительства не могут нарушать судебную независимость. Большинство учёных считает, что истинной функцией подразумеваемых прав после принятия Хартии является «заполнение пробелов» в прямо выраженных положениях конституционных текстов. Однако несмотря на то что Суд определил, что эта теория может дополнить обоснование судебной независимости, он фактически полагает, что Хартия уже в достаточной степени обосновывает её.
Соображения, представленные в Справке о провинциальных судьях, были развиты в Справке по делу об отделении Квебека, [1998 2 сборник решений Верховного суда Канады 217]. Два этих дела были истолкованы для расширения сферы действия неписаных конституционных принципов. Преамбула 1867 и канадская конституция (включая добавленную к ней Хартию) рассматриваются как единое целое. Прямо выраженные положения Конституции развивают подразумеваемые и основополагающие принципы. Эти неписаные принципы в «определённых обстоятельствах ведут к образованию реальных правовых обязательств […] как для судов, так и для правительств» (вышеуказанная Справка об отделении, параграф 50-4). В Справке о провинциальных судьях Суду оказалось недостаточно преамбулы для формулировки новых конституционных обязательств или ограничений. Главный судья Ламер вернул канадскую конституционную теорию к классической модели подразумеваемых в Конституции прав, которая впервые была применена в делах Alberta Press, Сомюра и Свитцмана. По этой модели подразумеваемые в Конституции права могут иметь «значительные правовые последствия», включая конституционные обязательства и ограничения, вполне обособленно от писаной конституции.

## См. так же
- Подразумеваемые полномочия